# Osváth Tibor (író)

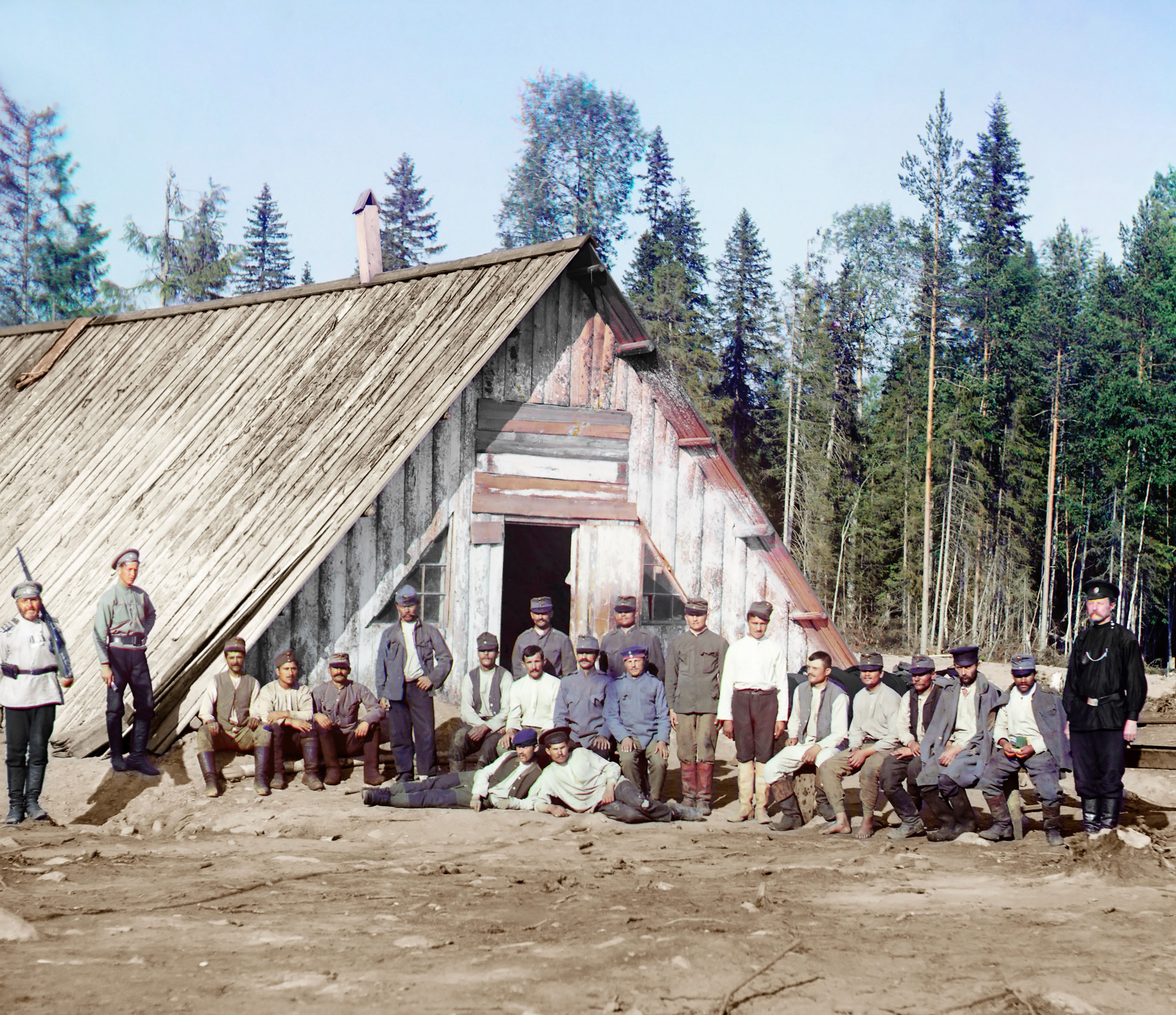
Osztrák-magyar hadifoglyok Oroszországban; Fényképezte: Szergej Mihajlovics Prokugyin-Gorszkij, 1915

Csengerújfalusi Osváth Tibor (Nagyvárad, 1897. június 14. – ?) erdélyi magyar író, újságíró, banktisztviselő.

## Életútja
Fiatalon, érettségi után mindjárt besorozták katonának, orosz hadifogságba esett, s a Szibériai Újság c. magyar hadifogolylap munkatársaként kezdte újságírói pályáját. 1920-ban hazatérve banktisztviselő lett. Hangjátékai közül a Kúttisztító aratott sikert. Regényeiben az I. világháborús fogság élményeit írta meg.

## Kötetei
- Tízen Nyugat felé : hadifogoly-regény (Budapest : Révai, 1931)[1]
- Valaki szalad a lány után (Ajándékregénytár, Brassó 1933)
- Az Ural alatt : regény (Budapest : Dante, 1939)